# Gram Parsons
Pour les articles homonymes, voir Parsons.
 (mai 2018).
Si vous disposez d'ouvrages ou d'articles de référence ou si vous connaissez des sites web de qualité traitant du thème abordé ici, merci de compléter l'article en donnant les références utiles à sa vérifiabilité et en les liant à la section « Notes et références ».
Gram Parsons (né Ingram Cecil Connor), né à Winter Haven (Floride) le 5 novembre 1946 et mort le 19 septembre 1973 à Joshua Tree (Californie), est un chanteur et compositeur américain de musique country.

## Biographie

### Enfance
Né le 5 novembre 1946 à Winter Haven (Floride), il fut baptisé Ingram Cecil Connor III.
Son père (Ingram Cecil Connor) se suicida alors qu'il avait 13 ans. Sa mère, riche héritière, se remaria à Robert Parsons, puis mourut en 1965. Son beau-père dilapida sa fortune. Il essaya  sans succès d'entrer à Harvard, puis s'installa dans le sud pour se consacrer à sa carrière musicale.

### Carrière musicale

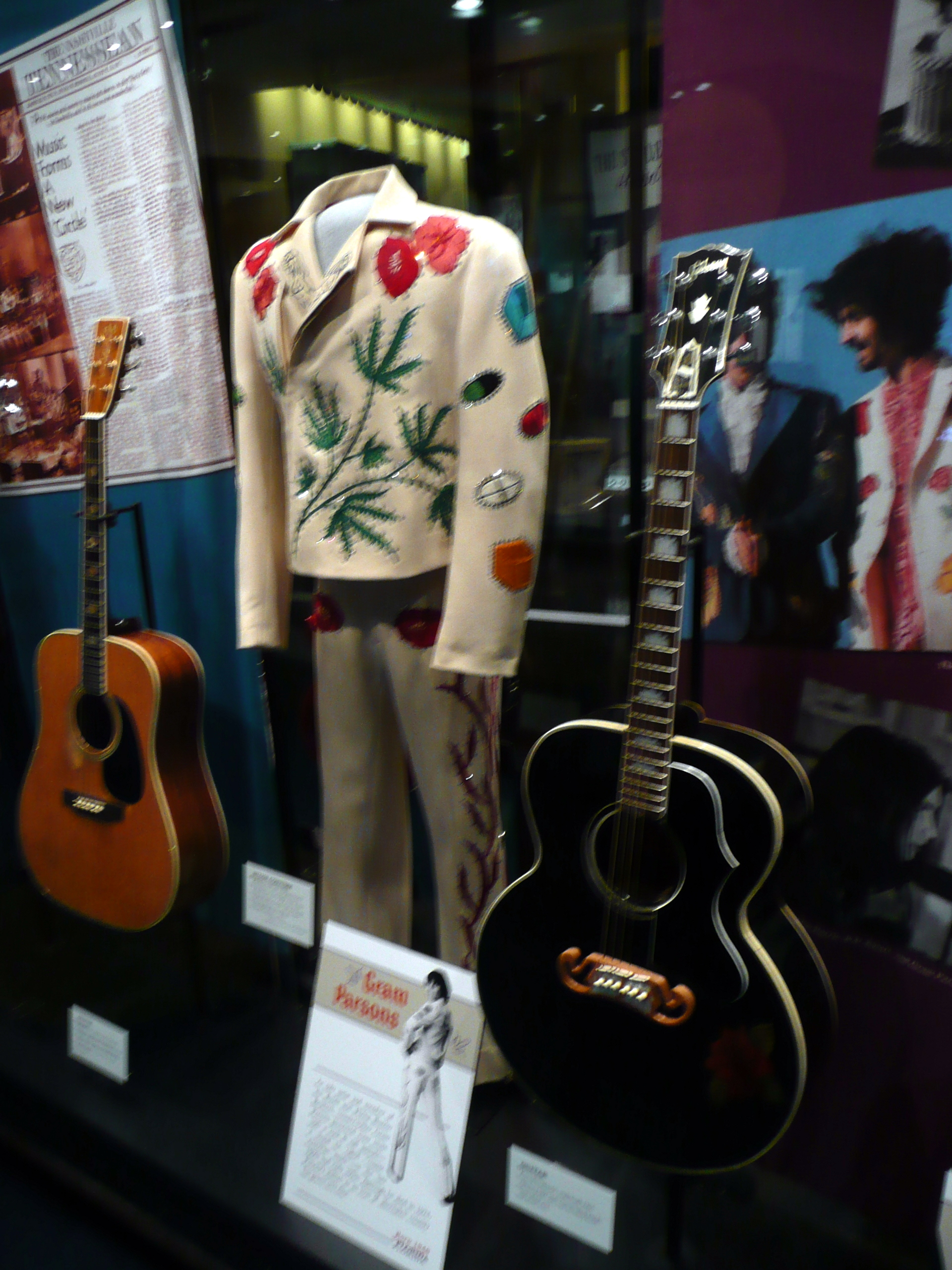
Costume de Gram Parsons au Country Music Hall of Fame.

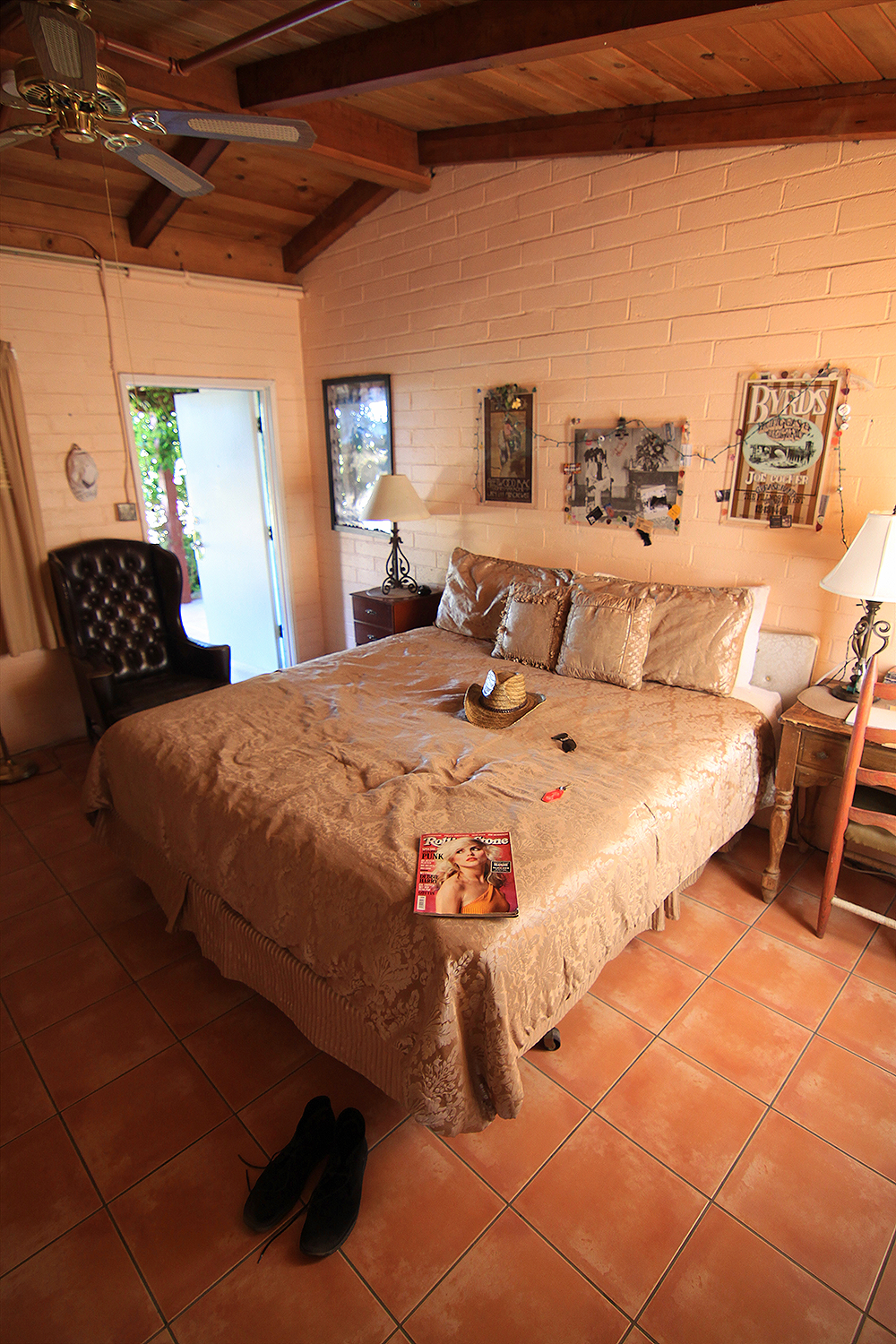
Chambre 8, « Gram Parsons Room » dans le Joshua Tree Inn en 2011.

Gram Parsons crée à 18 ans le groupe les Shilos, puis l'International Submarine Band. Son style est influencé par la country traditionnelle et la folk électrifiée de Bob Dylan qu'il eut l'idée un jour de concilier. Il obtient des médias des critiques favorables, mais le public n'adhéra jamais véritablement à sa musique : les hippies, passionnés de folk ne voulaient pas entendre parler de la country qu'ils considéraient comme étant de la musique réactionnaire et en face les aficionados de honky tonk rejetaient cette mélodie "de drogué".
Il fait partie de plusieurs groupes, dont les Byrds, qu'il rejoint pendant un court laps de temps, pour l'album Sweetheart of the Rodeo, qui fut un immense échec commercial à sa sortie, avant de paver la voie à un nouveau style musical qu'il crée : la Cosmic American Music à mi-chemin entre gospel, americana, country et bluegrass. Loin du country rock qui sera formaté par Poco et les Eagles, la musique de Parsons est un melting pot complet, éloignée des sonorités explorées à son époque. Les Flying Burrito Brothers, créés par Parsons et son ami Hillman, des Byrds, (le groupe de son existence) ne rencontrera guère le succès, laissant pourtant derrière lui un héritage à de nombreux artistes country en Californie, et à la future scène alternative country des années 90 (Jayhawks, Uncle Tupelo, etc). Jamais il ne reproduira avec Emmylou Harris le son gospel et country qui habitait la musique des Burrito Brothers. Par la suite, il évoluera vers une musique se rapprochant du soft rock, sans oublier ses racines Honky-Tonk. Ami intime de Keith Richards, il composa avec les Rolling Stones au Joshua Tree le morceau Wild Horses, et l'intégra, en accord avec eux, à un album des Flying Burrito Brothers.
Dans les dernières années, Emmylou Harris le rejoint pour deux albums, G.P. et Grievous Angel.

### Mort
Gram Parsons est mort le 19 septembre 1973 à Joshua Tree (Californie) deux jours après son arrivée sur ce site qu'il adorait.
Les causes de sa mort sont mal définies : peut-être un mélange d'alcool et de drogues. Son ami et manager, Phil Kaufman, respectant un pacte passé avec lui, a emporté sa dépouille dans le désert, à proximité du Parc national de Joshua Tree, et l'incinéra. Ayant opéré sans autorisation, Phil Kaufman fut condamné à une amende pour « vol de cercueil ».

## Héritage
Si, durant sa vie, Gram Parsons est resté méconnu et n'a jamais eu un seul de ses titres au hit-parade, son héritage musical reste indéniable. Beaucoup d'artistes — à commencer par Keith Richards — de sa génération ou des suivantes, de country ou non, se sont dits largement influencés par Parsons. Il reste aujourd'hui l'une des références les plus importantes de la musique country folk.
Mort dans sa 27e année, il fait lui aussi partie de ces rock stars mortes à 27 ans.

## Discographie
- Safe at Home : International Submarine Band (1968)
- Sweetheart of the Rodeo : The Byrds (1968)
- The Gilded Palace of Sin : The Flying Burrito Brothers (1969)
- Burrito Deluxe : The Flying Burrito Brothers (1970)
- GP : Gram Parsons (1973)
- Grievous Angel : Gram Parsons (1974)
- Sleepless Nights: Gram Parsons & the Flying Burrito Brothers (1976)
- Early Years (1963–1965) : Gram Parsons (1979)
- Live 1973 : Gram Parsons et les Fallen Angels (1982)
- Sacred Hearts & Fallen Angels: The Gram Parsons Anthology : Gram Parsons/Various (2001)
- Another Side of This Life: The Lost Recordings of Gram Parsons : Sundazed Music (2001)
- The Complete Reprise Sessions : Gram Parsons (2006)
- Gram Parsons Archives Vol.1: Live at the Avalon Ballroom 1969 : Gram Parsons avec les Flying Burrito Brothers (Amoeba Records, 2007).

## DVD
En 2006, le film Fallen Angel de Gandulf Hennig (2004) paraît en DVD : témoignages entrecroisés de la famille, d'amis, et de musiciens (Keith Richards, Emmylou Harris, Chris Hillman, etc.) qui ont croisé la route de Gram Parsons et ont travaillé avec lui.

### Notices dans des encyclopédies et manuels de références
(en-US) John A. Garraty (dir.), American National Biography, vol. 17 : Park - Pushmataha, New York, Oxford University Press, USA, 1er janvier 1999, 952 p. (ISBN 9780195127966, lire en ligne), p. 85,

### Biographies et essais
- (en-US) Ben Fong-Torres, Hickory Wind : The Life and Times of Gram Parsons, New York, Pocket Books, 1er juillet 1991, 272 p. (ISBN 9780671705145, lire en ligne),
- (en-GB) Jason Walker, Gram Parsons : God's Own Singer, Londres, Soundcheck Books, 1er février 2002, 380 p. (ISBN 9780956642035, lire en ligne),
- (en-US) Jessica Hundley & Polly Parsons, Grievous Angel : An Intimate Biography of Gram Parsons, New York, Thunder's Mouth Press, 26 octobre 2005, 292 p. (ISBN 9781560256731, lire en ligne),
- (en-US) David N. Meyer, Twenty Thousand Roads : The Ballad of Gram Parsons and His Cosmic American Music, New York, Villard, 16 septembre 2008, 596 p. (ISBN 9780345503367, lire en ligne),
- (en-GB) David Bret, Trailblazers : The Tragic Lives of Gram Parsons, Nick Drake & Jeff Buckley, Londres, JR Books, 1er juillet 2009, 272 p. (ISBN 9781906779320, lire en ligne),

### Articles
- (en-US) Michael Grimshaw, « 'Redneck Religion and Shitkickin' Saviours?' : Gram Parsons, Theology and Country Music », Popular Music, Vol. 21, No. 1,‎ janvier 2002, p. 93-105 (13 pages) (lire en ligne ),

### Sitographies de références
- (en-US) John McLeod,, « Gram Parsons. », sur New Georgia Encyclopedia, 12 août 2005,
- (en-US) Anne Janette Johnson, « Parsons, Gram », sur Encyclopedia.com, n.c.,